# Julia Ritter
Julia Ritter (* 13. Mai 1998 in Lünen, Nordrhein-Westfalen) ist eine deutsche Leichtathletin, die sich auf das Kugelstoßen und den Diskuswurf spezialisiert hat. Sie war U18-Weltmeisterin und U20-Europameisterin im Kugelstoßen.

## Berufsweg
Ritter machte 2016 Abitur am Städtischen Gymnasium Bergkamen. Seit 1. September 2016 arbeitet Ritter als Polizeimeisteranwärterin bei der Bundespolizei und wurde als Dienstanfängerin an der Bundespolizeisportschule Kienbaum vereidigt.

## Sportliche Karriere
Ritter kam erst als 13-Jährige vom Handball zum Kugelstoßen und führte bereits am Jahresende 2012 mit 13,75 m im Kugelstoßen (3 kg) die Deutsche W14-Jahresbestenliste (Freiluft) an.
2013 stand Ritter am Jahresende mit 15,80 m im Kugelstoßen (3 kg) und mit 42,30 m im Diskuswurf (1 kg) an der Spitze der Deutschen U16-Jahresbestenliste (Freiluft).
2014 holte sie sich den Deutschen U18-Vizemeistertitel im Kugelstoßen.
2015 wurde Ritter Deutsche U18-Meisterin im Diskuswurf und beim Kugelstoßen Deutsche U18-Vizemeisterin sowie in Cali (Kolumbien) mit Persönlicher Bestleistung von 18,53 Metern U18-Weltmeisterin.
Am Jahresende führte Ritter mit 18,53 m im Kugelstoßen (3 kg) und mit 49,86 m im Diskuswurf (1 kg) die Deutsche U18-Jahresbestenliste (Freiluft) als auch mit 17,88 m im Kugelstoßen (3 kg) und mit 44,05 m im Diskuswurf (1 kg) die Deutsche U18-Jahresbestenliste (Halle und Winterwurf) an.
2016 kam der Wechsel in die U20-Klasse und zur Vier-Kilo-Kugel, weshalb Ritter ins Sportinternat Bochum-Wattenscheid zog und sich der Trainingsgruppe von Miroslaw Jasinski anschloss. Erfolgreich war sie als Deutsche U20-Winterwurf-Meisterin mit dem Diskus und einem 3. Platz im Kugelstoßen bei den Deutschen U20-Winterwurf-Meisterschaften. Es folgten der Deutsche U20-Meistertitel im Diskuswurf, ein 3. Platz bei den Deutschen U20-Meisterschaften im Kugelstoßen und ein 9. Platz bei den U20-Weltmeisterschaften in Bydgoszcz (Polen).
Am Jahresende führte Ritter im Diskuswurf (1 kg) die Deutsche U20-Jahresbestenliste mit 53,84 m (Freiluft) als auch mit 49,67 m (Winterwurf) an.
2017 war ihr bis dahin erfolgreichstes Jahr. Im Diskuswurf wurde Ritter Deutsche U20-Winterwurfmeisterin und im Kugelstoßen Deutsche U20-Hallenmeisterin. Bei den Deutschen Hallenmeisterschaften belegte sie im Kugelstoßen den 8. Platz. Im Kugelstoßen sowie im Diskuswurf holte sich Ritter die U20-Meistertitel. Bei den Deutschen Juniorenmeisterschaften wurde sie im Diskuswurf U23-Meisterin und erreichte beim Kugelstoßen den 4. Platz. Durch einen Doppelsieg (Kugel und Diskus) im Mai bei den Halleschen Werfertagen, bei denen Ritter zudem im Diskuswurf mit 55,43 Metern eine neue Bestleistung erzielt hatte, bestätigte sie ihre beiden beim Werfercup in Wiesbaden erfüllten Normen für die U20-Europameisterschaften in Grosseto (Italien), wo sie sich dann den U20-Europameistertitel im Kugelstoßen holte.
Am Jahresende führte Ritter mit 17,24 m im Kugelstoßen (4 kg) und mit 55,43 m im Diskuswurf (1 kg) die Deutsche U18-Jahresbestenliste (Freiluft) als auch mit 16,06 m im Kugelstoßen (4 kg) und mit 52,92 m im Diskuswurf (1 kg) die Deutsche U20-Jahresbestenliste (Halle und Winterwurf) an.
Seit Anfang 2018 konzentrierte sich Ritter mit Blick auf die Europameisterschaften in Berlin auf das Kugelstoßen, da die Norm von 17,50 Metern nicht weit von ihrer Persönlichen Bestleistung von 17,24 m entfernt war. Bei den Deutschen Hallenmeisterschaften und den Deutschen U23-Meisterschaften kam sie jeweils auf Platz 4 und wurde mit dem Diskus Deutsche U23-Meisterin. Im Jahresverlauf lag ihre Saisonbestleistung mit der Kugel bei 17,00 m, mit denen sie bei den Deutschen Meisterschaften den 6. Platz erreichte.
2019 kam Ritter in der Hallensaison bei den Deutschen Hallenmeisterschaften mit der Kugel und beim Winterwurf-Europacup mit einem Diskuswurf von 53,80 m jeweils auf den 5 Platz. Bei den Deutschen U23-Meisterschaften wurde sie mit dem Diskus U23-Vizemeisterin und holte Bronze mit der Kugel. Bronze mit der Kugel errang Ritter auch bei den U23-Europameisterschaften, wo sie mit dem Diskus Platz 4 erreichte. Mit persönlicher Bestleistung von 17,63 m kam sie bei den Deutschen Meisterschaften auf Rang 4 und Platz 7 mit dem Diskus.
2020 begann sie mit Bronze bei den Deutschen Hallenmeisterschaften die Hallensaison, die wenig später wegen der Covid-19-Pandemie vorzeitig abgebrochen wurde. In der wegen der Pandemie verspätet gestarteten Freiluftsaison verbesserte Ritter am 13. Juni beim 4. Neustädter Kugelstoß-Cup ihre persönliche Bestleistung mit der Kugel auf 17,76 Meter.
Ritter gehört zum Perspektivkader des Deutschen Leichtathletik-Verbandes (DLV).

## Vereinszugehörigkeiten
Julia Ritter ist Mitglied beim SuS Oberaden und startet seit 2016 für den TV Wattenscheid 01.

## Auszeichnungen
- 2015: Eintrag ins Goldene Buch der Stadt Bergkamen[3]
- 2015: Preis für die beste Jugendleistung des Jahres 2015[3]
- 2017: Jugend-Leichtathletin des Jahres

## Bestleistungen
Jahresbestleistungen Freiluft
|      | Kugel          | Diskus    |
| 2012 | 13,75 m (3 kg) | 033,11 m0 |
| 2013 | 15,80 m (3 kg) | 042,30 m0 |
| 2014 | 14,74 m (4 kg) | 047,21 m0 |
| 2015 | 15,57 m (4 kg) | 049,86 m0 |
| 2016 | 15,89 m (4 kg) | 053,84 m0 |
| 2017 | 17,24 m (4 kg) | 055,43 m0 |
| 2018 | 17,00 m (4 kg) | 058,19 m0 |
| 2019 | 17,63 m (4 kg) | 056,58 m0 |
| 2020 | 17,76 m (4 kg) | 0         |
| 2021 | 18,14 m (4 kg) | 61,29 m   |
| 2022 | 18,60 m (4 kg) |           |
| 2023 | 18,41 m (4 kg) |           |

persönliche Bestleistungen
(Stand: 25. September 2023)
Halle
- Kugel (4 kg): 18,39 m, 2022 in Leipzig
- Kugel (3 kg): 17,88 m, 11. Januar 2015 in Gammertingen
- Diskus (1 kg): 53,80 m, 10. März 2019 in Šamorín[1]

Freiluft
- Kugel (4 kg): 18,60 m, 2022 Osterode
- Kugel (3 kg): 18,53 m, 16. Juli 2015 in Cali
- Diskus (1 kg): 61,29 m, 2021  Halle an der Saale

## Erfolge
national
- 2014: Deutsche U18-Vizemeisterin (Kugel)
- 2015: Deutsche U18-Meisterin (Diskus)
- 2015: Deutsche U18-Vizemeisterin (Kugel)
- 2016: Deutsche U20-Winterwurf-Meisterin (Diskus)
- 2016: 3. Platz Deutsche U20-Hallenmeisterschaften (Kugel)
- 2016: Deutsche U20-Meisterin (Diskus)
- 2016: 3. Platz Deutsche U20-Meisterschaften (Kugel)
- 2017: 8. Platz Deutsche Hallenmeisterschaften (Kugel)
- 2017: Deutsche U20-Winterwurf-Meisterin (Diskus)
- 2017: Deutsche U20-Hallenmeisterin (Kugel)
- 2017: 4. Platz Deutsche U23-Meisterschaften (Kugel)
- 2017: Deutsche U23-Vizemeisterin (Diskus)
- 2017: Deutsche U20-Meisterin (Kugel und Diskus)
- 2018: 4. Platz Deutsche Hallenmeisterschaften (Kugel)
- 2018: Deutsche U23-Meisterin (Diskus)
- 2018: 4. Platz Deutsche U23-Meisterschaften (Kugel)
- 2018: 6. Platz Deutsche Meisterschaften (Kugel)
- 2018: 7. Platz Deutsche Meisterschaften (Diskus)
- 2019: 5. Platz Deutsche Hallenmeisterschaften (Kugel)
- 2019: Deutsche U23-Vizemeisterin (Diskus)
- 2019: 3. Platz Deutsche U23-Meisterschaften (Kugel)
- 2019: 4. Platz Deutsche Meisterschaften (Kugel)
- 2019: 7. Platz Deutsche Meisterschaften (Diskus)
- 2020: 3. Platz Deutsche Hallenmeisterschaften (Kugel)
- 2020: 2. Platz  Deutsche Meisterschaften (Kugel)
- 2020: 3. Platz Deutsche Meisterschaften (Diskus)
- 2023: 3. Platz Deutsche Hallenmeisterschaften (Kugel)

international
- 2015: U18-Weltmeisterin (Kugel)
- 2016: 9. Platz U20-Weltmeisterschaften (Diskus)
- 2017: U20-Europameisterin (Kugel)
- 2019: 5. Platz Winterwurf-Europacup (Diskus)
- 2019: 3. Platz U23-Europameisterschaften (Kugel)
- 2019: 4. Platz U23-Europameisterschaften (Diskus)